# 더그 에릭슨
더글러스 존 에릭슨(Douglas John Ericksen, 1969년 1월 28일 ~ 2021년 12월 17일)는 미국의 정치인이다. 2011년부터 2021년까지 워싱턴주 제42 선거구를 대표하는 주의회 상원의원으로 활동했다. 주의회 상원의 에너지·환경·정보통신 위원회 간사(ranking member)로 활동했다. 2019년 4월에는 캄보디아 훈 센 총리의 외국 대리인(로비스트)로 등록했다.

## 생애
워싱턴주 벨링햄에서 태어나 코넬 대학교에서 행정학 학사, 웨스턴워싱턴 대학교에서 정치·환경정책 석사 학위를 받았다.

### 의정 활동
2014년 워싱턴주 상원의 에너지·환경·정보통신 위원회 간사로 활동하면서 온실 가스 배출을 줄이는 법안에 반대했다.
도널드 트럼프 반대 시위에 대응해 2016년 11월 시위를 무력화시키는 법안을 발의했다.
2021년에는 코로나19 백신을 거부할 수 있도록 하는 법안을 지지했으며, 마스크·거리두기·백신 정책 등을 반대했다.

### 로비 활동
에릭슨은 2018년 캄보디아 총선을 참관하고 훈 센 총리를 만났다. 미국 언론들이 캄보디아 총선을 ‘거짓’(sham)이라고 표현했지만 에릭슨은 선거가 ‘공정했다’고 발언했다.
이후 2019년 에릭슨은 자기자신을 캄보디아 정부를 위해 연간 500,000 달러를 받는 외국 대리인(로비스트)으로 등록했다.
2021년에는 엘살바도르의 나이브 부켈레 대통령의 집권여당을 지원해주기 위해 본업인 본회의 투표도 빠진채 엘살바도르 총선을 참관하러 갔다.

### 사망
2021년 11월 에릭슨은 엘살바도르에 도착한 뒤 코로나19 양성 판정을 받았다. 공화당 동료들에게 치료를 위한 단일클론항체(REGN-COV2)를 엘살바도르로 보내달라고 요청하기도 했다. 미국 플로리다주 포트로더데일로 이송돼 외부에 소식을 알리지 않은 상태로 몇 주간 치료를 받았다. 12월 17일 사망했다.

## 역대 선거 결과
| 선거명      | 직책명                         | 대수 | 정당   | 득표율 | 득표수   | 결과 | 당락               |
| ----------- | ------------------------------ | ---- | ------ | ------ | -------- | ---- | ------------------ |
| 1998년 선거 | 하원의원 (워싱턴 제42-1선거구) | 55대 | 공화당 | 50.13% | 20,937표 | 1위  | 워싱턴 주의원 당선 |
| 2000년 선거 | 하원의원 (워싱턴 제42-1선거구) | 56대 | 공화당 | 57.47% | 29,984표 | 1위  | 워싱턴 주의원 당선 |
| 2002년 선거 | 하원의원 (워싱턴 제42-1선거구) | 57대 | 공화당 | 57.56% | 21,328표 | 1위  | 워싱턴 주의원 당선 |
| 2004년 선거 | 하원의원 (워싱턴 제42-1선거구) | 58대 | 공화당 | 57.75% | 33,452표 | 1위  | 워싱턴 주의원 당선 |
| 2006년 선거 | 하원의원 (워싱턴 제42-1선거구) | 59대 | 공화당 | 55.03% | 26,676표 | 1위  | 워싱턴 주의원 당선 |
| 2008년 선거 | 하원의원 (워싱턴 제42-1선거구) | 60대 | 공화당 | 58.43% | 39,155표 | 1위  | 워싱턴 주의원 당선 |
| 2010년 선거 | 상원의원 (워싱턴 제42선거구)   | 61대 | 공화당 | 59.90% | 36,293표 | 1위  | 워싱턴 주의원 당선 |
| 2014년 선거 | 상원의원 (워싱턴 제42선거구)   | 63대 | 공화당 | 58.71% | 30,209표 | 1위  | 워싱턴 주의원 당선 |
| 2018년 선거 | 상원의원 (워싱턴 제42선거구)   | 65대 | 공화당 | 50.03% | 36,341표 | 1위  | 워싱턴 주의원 당선 |